# Huracán Dean
El huracán Dean fue la cuarta tormenta en recibir nombre, tercer ciclón tropical y primer huracán de la temporada de huracanes del Atlántico de 2007. Así mismo, fue el huracán más intenso registrado en la cuenca del océano Atlántico desde el huracán Wilma en 2005. Fue un huracán del tipo denominado «Cabo Verde» y se movió en sentido este-oeste a través del mar Caribe después de haber pasado sobre las Antillas Menores, donde dejó un saldo de tres muertos, uno en la República Dominicana, y devastaciones en México, donde dejó catorce muertos.
El 20 de agosto a las 20:00 Tiempo del Centro alcanzó la categoría 5.

## Historia meteorológica

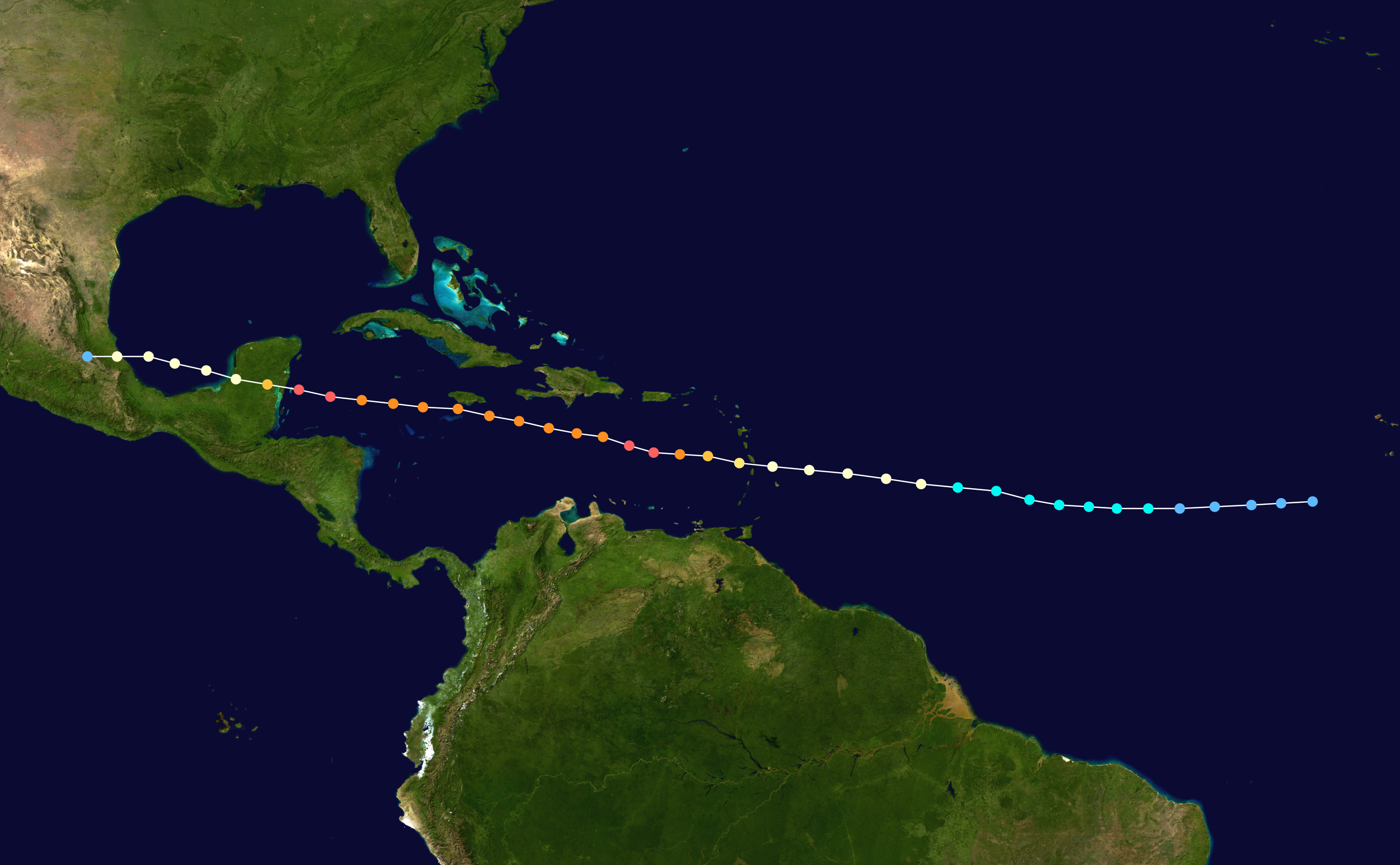
Trayectoria del huracán Dean.

El huracán Dean se originó como una poderosa onda tropical que se alejaba de la costa occidental de África el 11 de agosto, que producía tormentas eléctricas y chubascos desorganizados en alta mar. La onda tropical encontró condiciones meteorológicas que favorecieron su desarrollo gradual, y el 12 de agosto se organizó lo suficiente para poder ser categorizada como área de baja presión. Fuertes vientos del este de gran altura limitaron durante un tiempo su desarrollo. El 13 de agosto el área de bajas presiones volvió a ganar en organización y, basándose en observaciones e imágenes de satélite infrarrojas, el Centro Nacional de Huracanes concluyó que se había formado la cuarta depresión tropical de la temporada de 2007 a las tres de la tarde a 835 km al oesudoeste de Cabo Verde.
La depresión continuó exhibiendo una fuerte baja convección atmosférica y se esperó que continuara con su intensificación debido a fuertes vientos y las cálidas temperaturas de la superficie marina que creaban todas las condiciones favorables para su desarrollo. La depresión se movió rápidamente en sentido al oeste sobre aguas cada vez más cálidas. Con base en imágenes de satélite y datos del QuickSCAT, la depresión tropical fue elevada a la categoría de tormenta tropical a las 15:00 UTC del 14 de agosto, recibiendo el nombre de Dean como cuarta tormenta de la temporada 2007. La intensidad continuó en aumento durante la noche del 14 de agosto, debido a ser cada vez menores las ráfagas de viento del este. A media mañana del 15 de agosto se pudo observar que comenzaba a formarse un ojo en las imágenes de satélite.
| Huracanes más intensos del Océano Atlántico | Huracanes más intensos del Océano Atlántico | Huracanes más intensos del Océano Atlántico | Huracanes más intensos del Océano Atlántico | Huracanes más intensos del Océano Atlántico | Huracanes más intensos del Océano Atlántico |
| Rank                                        | Huracán                                     | Año                                         | Presión                                     | Presión                                     |                                             |
| Rank                                        | Huracán                                     | Año                                         | hPa                                         | inHg                                        |                                             |
| ------------------------------------------- | ------------------------------------------- | ------------------------------------------- | ------------------------------------------- | ------------------------------------------- | ------------------------------------------- |
| 1                                           | Wilma                                       | 2005                                        | 882                                         | 26.05                                       |                                             |
| 2                                           | Gilbert                                     | 1988                                        | 888                                         | 26.23                                       |                                             |
| 3                                           | "Día de Trabajo"                            | 1935                                        | 892                                         | 26.34                                       |                                             |
| 4                                           | Rita                                        | 2005                                        | 895                                         | 26.43                                       |                                             |
| 4                                           | Milton                                      | 2024                                        | 895                                         | 26.43                                       |                                             |
| 6                                           | Allen                                       | 1980                                        | 899                                         | 26.55                                       |                                             |
| 7                                           | Camille                                     | 1969                                        | 900                                         | 26.58                                       |                                             |
| 8                                           | Katrina                                     | 2005                                        | 902                                         | 26.64                                       |                                             |
| 9                                           | Mitch                                       | 1998                                        | 905                                         | 26.73                                       |                                             |
| 9                                           | Dean                                        | 2007                                        | 905                                         | 26.73                                       |                                             |
| Fuente: HURDAT                              |                                             |                                             |                                             |                                             |                                             |

A las 9:00 UTC del 16 de agosto la tormenta fue elevada a la categoría de huracán, el primero de la temporada de 2007, que continuó rápidamente su avance hacia el mar Caribe esa misma tarde el huracán se clasificó como categoría 1 en la Escala de huracanes de Saffir-Simpson. El ojo del huracán se desorganizó brevemente durante la noche, pero retornó en la mañana del 17 de agosto, debido al arribo de aire seco se detuvo un poco el avance pero no menguó su fuerza y desarrollo. Un vuelo de reconocimiento descubrió un ojo mucho más organizado que lo que se podía observar en las imágenes de satélite, así como que se había elevado a un huracán categoría 1 y finalmente la tarde el 17 de agosto un nuevo vuelo de reconocimiento permitió obtener datos que lo clasificaron como categoría 1.
El día 17, el huracán llegó al mar Caribe como tormenta tropical, entrando por el canal de Santa Lucía, localizado entre esta isla y la de Martinica con una velocidad de desplazamientos de 32 km/h. Para el 21 de agosto de 2007 el huracán tocó tierra en la península de Yucatán, en México.

## Preparativos

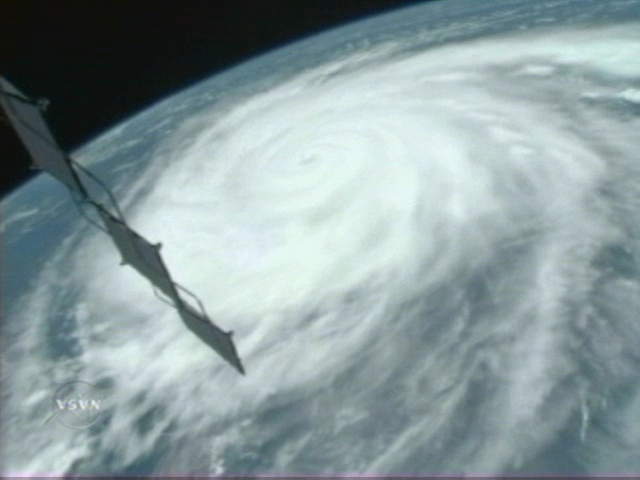
El Huracán Dean visto desde la Estación Espacial Internacional.

### Haití
La noche del 18 de agosto, Haití se declaró en alerta máxima por el paso del Huracán Dean, quedando cerrados todos los puertos y aeropuertos del sur del país, así como procediendo a la evacuación de las personas que habitan zonas vulnerables.

### Jamaica
El gobierno de Jamaica emitió un aviso de huracán el 17 de agosto, la vez que la primera ministra Portia Simpson-Miller encabezaba una sesión de emergencia del Consejo de Prevención de Desastres Naturales, ese mismo día se terminaron los planes oficiales de evacuación, mediante los cuales el principal estadio del país fue habilitado como refugio, además de que se evacuaron a los internos de dos prisiones de máxima seguridad.por ahora.

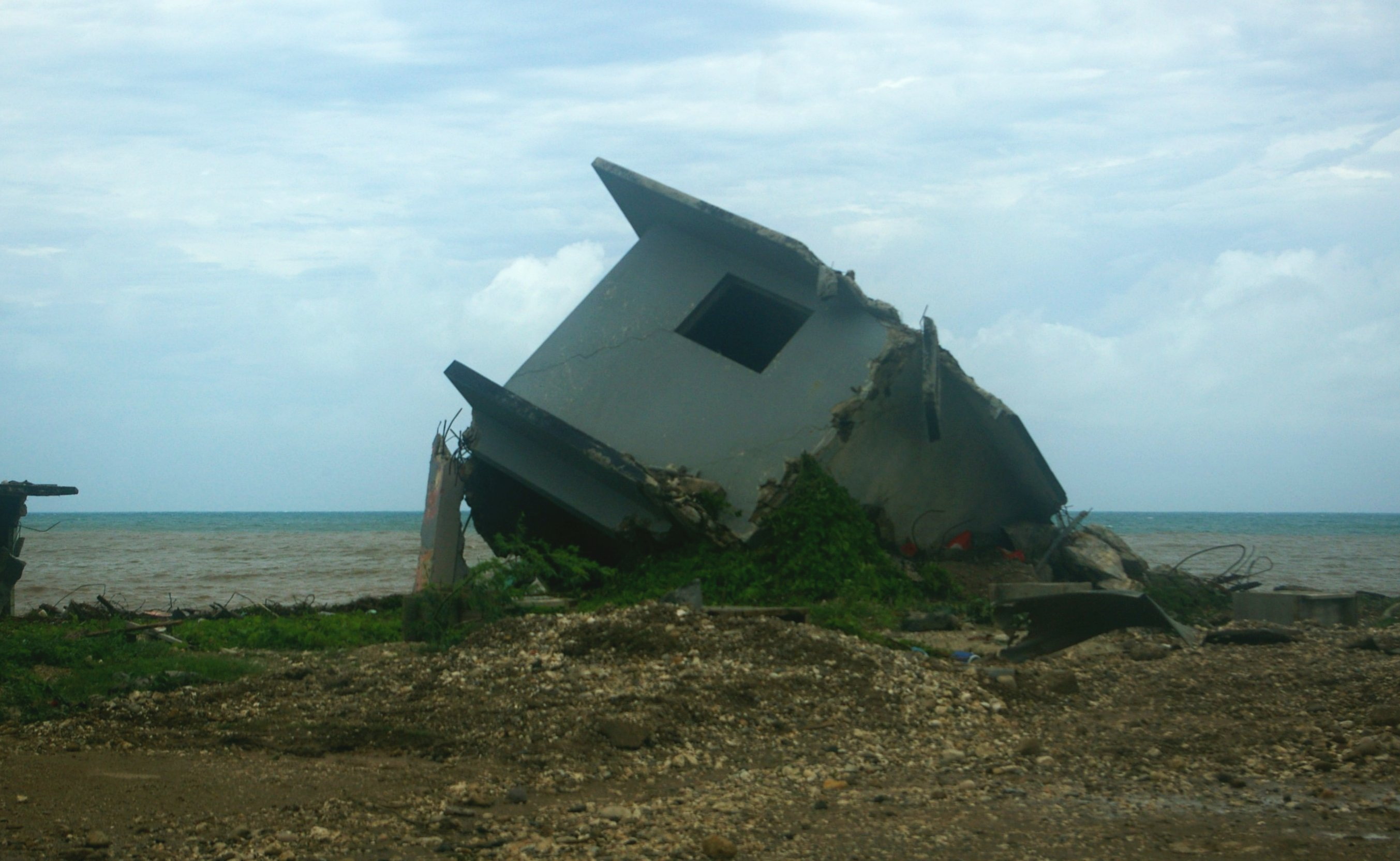
Casa destruida en Kingston, Jamaica tras el paso del Huracán Dean.

La población ha realizado acopio de alimentos y artículos de primera necesidad, además de preparar las construcciones para resistir los embates del huracán, los dos aeropuertos internacionales de Jamaica han anunciado su cierre para la 1:00 UTC, sin definir aun cuando podrían volver a ser abiertos. En Kingston se ha impuesto un toque de queda de por lo menos 48 horas con la intención de evitar saqueos y pillaje, y a petición de la primera ministra Portia Simpson-Miller todos los partidos políticos han suspendido las campañas electorales de las elecciones que tendrán lugar el 27 de agosto.
La población, sin embargo, se ha preparado para resistir el paso del huracán en sus casas, negándose a las evacuaciones y a acudir a refugios por temor a los saqueos, que ya se han registrado en varias partes de Kingston, por lo que presencia militar se ha reforzado. A las 16:00 locales del domingo será suspendido por completo el suministro eléctrico para tratar de minimizar los daños a su estructura.

### Cuba
El 18 de agosto, Defensa Civil de Cuba declaró la fase de alerta ciclónica para las seis provincias orientales de la isla, que son: Guantánamo, Santiago de Cuba, Granma, Holguín, Las Tunas y Camagüey y que podrían verse afectadas por el Huracán Dean. La tarde del 18 de agosto el gobierno dio la orden de comenzar las evacuaciones en estas provincias orientales, comenzando por las poblaciones costeras que podrían verse afectadas por la marea de tormenta.
El 19 de agosto, fueron evacuadas unas 20 000 personas de la Provincia de Pinar del Río, la más occidental de la isla.
Finalmente no sufrió tanto daño como los países vecinos.

### Guatemala
Se declaró alerta naranja en el departamento de Petén, asimismo se decretó toque de queda en el área de los municipios del norte de este departamento, siguiendo con cautela, la Coordinadora Nacional para la Reducción de Desastres (CONRED) se encontró en prevención ante la posibilidad de desborde de ríos y deslaves en la cuenca norte de la sierra de las Verapaces.

### México

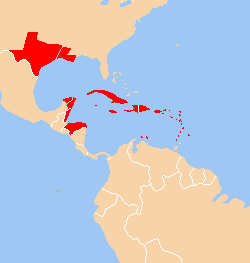
Áreas preparadas (marcadas con rojo) el 19 de agosto ante el posible embate del Huracán Dean.

El 17 de agosto, la Secretaría de Gobernación de México declaró en estado de emergencia a los ocho municipios de Quintana Roo, que cubren la totalidad del estado, sobre el cual se produciría el impacto del huracán de seguir los pronósticos. Además de Quintana Roo el mismo 17 de agosto el estado de Yucatán y Campeche se declararon en alerta azul en espera del desarrollo del huracán y prever su trayectoria.
El 18 de agosto, el gobierno de Quintana Roo, ordenó la evacuación forzosa de Holbox, Punta Allen y el Banco Chinchorro, todas pequeñas islas y comunidades casi al nivel del mar, así como el inicio de la evacuación de más de 80 000 turistas nacionales y extranjeros que pasaban sus vacaciones en los balnearios de Cancún, Playa del Carmen y la Riviera Maya; en previsión de evitar los saqueos que tuvieron lugar en 2005 en muchos establecimientos comerciales de Cancún tras el paso del Huracán Wilma se han desplegado unidades del Ejército Mexicano y la Armada de México. Así mismo se anunció la suspensión de todos los vuelos hacia Cancún y la cancelación del inicio de clases en todo Quintana Roo, Yucatán y Campeche que deberían de comenzar el lunes 20 de agosto.
La tarde del 18 de agosto, la Secretaría de Gobernación emitió la declaratoria de emergencia a los 106 municipios de Yucatán, que de esta manera se unen en esta situación a los ocho municipios de Quintana Roo. La gobernadora Ivonne Ortega Pacheco anunció los preparativos para la posibilidad de evacuar a las poblaciones costeras de los municipios orientales, entre los cuales estarían Tizimín, San Felipe y Río Lagartos, una de las principales comunidades en ser evacuada sería el puerto de El Cuyo.
El 19 de agosto, México emitió una vigilancia de Huracán para todas sus costas comprendidas entre Chetumal, Quintana Roo al sur y San Felipe, Yucatán al norte, esta vigilancia significa que en el área señalada se presentarán condiciones de huracán en las siguientes 36 horas. El Servicio Meteorológico Nacional de México prevé el impacto del huracán para la madrugada del martes 21 de agosto en el estado de Quintana Roo, con una categoría de 5 en la escala de Saffir-Simpson.
A las 11:00 Tiempo del Centro el gobernador de Quintana Roo, Félix González Canto, emitió la declaratoria de Alerta Naranja para todo el territorio del estado, esta alerta significa peligro alto, acercamiento alarma, así mismo anunció los preparativos para que el impacto no se dé en el norte, en la zona turística de Cancún y la Riviera Maya sino en el centro del estado, en la zona maya de los municipios de Solidaridad y Felipe Carrillo Puerto, pues las previsiones apuntan hacia la bahía de la Ascensión, en la costa central del estado. La zona maya donde se da el impacto se caracteriza por la vulnerabilidad de sus construcciones. Así mismo, el día 19, Petróleos Mexicanos anunció el inicio del desalojo parcial de las plataformas petroleras situadas en la Sonda de Campeche. Posteriormente fue el gobierno de Yucatán el que también emitió la alerta naranja para todo su territorio, así como el anuncio del cambio de planes debido a la modificación de la trayectoria, ya que en vez de amenazar a los municipios del oriente como originalmente se preveía, el mayor riesgo lo corren ahora los municipios del sur, entre ellos Tekax, Peto, Ticul y Oxkutzcab.
En Quintana Roo, los cambios de trayectoria del huracán propiciaron respectivos preparativos en otras partes del territorio, diferentes a las iniciales, cuando se pensaba que el impacto sería en la zona norte, en Cancún, el pronóstico del NOAA a las 17:00 EST del domingo señala como posible punto de impacto la bahía del Espíritu Santo en la zona central del estado, preparándose para el ingreso la costa situada entre Tulum y Mahahual y el interior en el Municipio de Felipe Carrillo Puerto, también comienzan precauciones iniciales en la capital del estado, Chetumal. Ante la elevada población de habla maya que vive en las zonas de Quintana Roo y Yucatán que pueden ser impactadas, todos los mensajes difundidos se han traducido a este idioma, así mismo se ha decretado una ley seca desde el 19 hasta el 22 de agosto.
Ante la posibilidad de que posterior a su impacto en la península de Yucatán el huracán continúe hacia la costa norte del golfo de México, el gobierno de Tamaulipas se declaró en Alerta Azul el 19 de agosto.
A las 22:00 Tiempo del Centro, el gobierno de México emitió un Aviso de Huracán desde Chetumal hasta Cancún, y desde Cancún hasta Ciudad del Carmen una vigilancia de huracán, el punto del posible impacto se continuó moviendo hacia el sur, siendo esta vez situada en la proximidades de Mahahual con afectaciones al municipio de Othón P. Blanco, el extremo sur de Yucatán y el interior del estado de Campeche. Estas condiciones fueron modificadas el 20 de agosto, al ser emitido un aviso de huracán desde Progreso hasta Ciudad del Carmen y un aviso de tormenta tropical desde Progreso hasta Cancún, continuando vigente el Aviso de Huracán desde Cancún hasta Chetumal.
El 20 de agosto, los titulares de las Secretarías de Gobernación, Turismo, Comunicaciones y Transportes, Marina, Seguridad Pública y la Procuraduría General de la República se reunieron en Chetumal y posteriormente en Mérida para iniciar la coordinación de los esfuerzos de preparación para el impacto del huracán, así mismo se informó que a las 19:00 Tiempo del Centro cerrará el Aeropuerto Internacional de Chetumal. A las 12:00, hora local, el gobernador Félix González Canto declaró la alerta roja para los municipios de Othón P. Blanco (cuya cabecera es la capital del estado, Chetumal), José María Morelos, Felipe Carrillo Puerto y parte de Solidaridad, manteniéndose en alerta naranja los restantes municipios, igualmente a partir de las 15:00 locales se cierra todo acceso por tierra hacia Chetumal, colocándose retenes en la Carretera Federal 186 en Escárcega, Campeche. A las 16:00 Tiempo del Centro, México emitió una Vigilancia de Tormenta Tropical desde Ciudad del Carmen hasta el Puerto de Veracruz.
El gobernador Félix González Canto, decretó un toque de queda para Chetumal a partir de las 18:00 Tiempo del Centro, se espera el golpe directo sobre la ciudad de Chetumal para las primeras horas del 21 de agosto, incluso se da la posibilidad de que el ojo del huracán pase sobre la ciudad.

### Belice
Belice anunció el 18 de agosto la preparación de una posible evacuación del Cayo Ambergris y la ciudad de San Pedro Town, en la que sería prioritario poner en lugar seguro a los turistas presentes. De producirse, la evacuación se llevaría a cabo el domingo 19 de agosto.
El 19 de agosto el gobierno de Belice emitió un aviso de vigilancia de huracán desde la Ciudad de Belice hacia el norte hasta la Frontera entre Belice y México, que fue elevado a las 22:00 a Aviso de Huracán para el mismo sector, y de la Ciudad de Belice al sur hasta la frontera de Belice y Guatemala, una Vigilancia de Tormenta Tropical; que fue modificada las 10:00 locales del 20 de agosto a Aviso de Huracán, quedando la totalidad de la costa de Belice bajo este aviso.

### Estados Unidos
El gobernador de Texas, Rick Perry, hizo un llamado a la población a estar preparada para un posible impacto del huracán en Texas las próxima semanas. Los estados de Texas, Luisiana y Misisipi iniciaron a marchas forzadas los preparativos ante cualquier eventualidad que se pueda dar por el huracán, el presidente de Estados Unidos, George W. Bush emitió una declaración de emergencia previa para el estado de Texas.
La gobernadora Kathleen Blanco declaró el estado de emergencia el viernes 17 de agosto y solicitó a las autoridades federales de emergencia que se prepararan para auxiliar al estado y el gobernador de Misisipi, Haley Barbour anuncio los preparativos de evacuación de más 13 000 familias que aún viven en viviendas provisionales a causa de la pérdida de las propias durante el Huracán Katrina en 2005 y que correrían el mayor riesgo en el caso del impacto de Dean.
La NASA ha anunciado que se adelantó en 24 horas el retorno a la Tierra del transbordador espacial Endeavour, debido a los riesgos que supone el huracán Dean para el centro de control de la misión espacial en Houston, Texas, debido a ello, el Endeavour aterrizará el próximo martes 21 de agosto.

## Impacto

### Santa Lucía
Santa Lucía fue el primer país en que el huracán tocó tierra, ingresó por el canal de Santa Lucía con clasificación de intensidad 2, el 17 de agosto, los fuertes vientos de hasta 145 km/h que derribaron decenas de árboles y levantaron los tejados de muchas casas y del ala pediátrica de un hospital que ya había sido evacuado, dejó como saldo un muerto que fue arrastrado por el agua y se ahogó en el intento de salvar a una vaca.

### Martinica
Isla vecina a la de Santa Lucía, Martinica, departamento francés de ultramar experimentó ráfagas de viento de 167 km/h. Las lluvias torrenciales causaron numerosas inundaciones, uno de los poblados completamente inundados es Riviere-Pilote. Un tercio de la población total de Martinica, que es de unas 115 000 personas, permanece sin servicio eléctrico. Las autoridades reportaron el fallecimiento de un hombre de 90 años de edad a causa de infarto, pero no se ha confirmado que este haya tenido relación con el impacto de la tormenta.

### Dominica
En Dominica se registraron dos de las víctimas mortales causadas hasta el momento por el huracán Dean, cuando una madre y su hijo de siete años perdieron la vida al quedar su casa sepultada por un deslizamiento de tierra causado por las lluvias torrenciales.

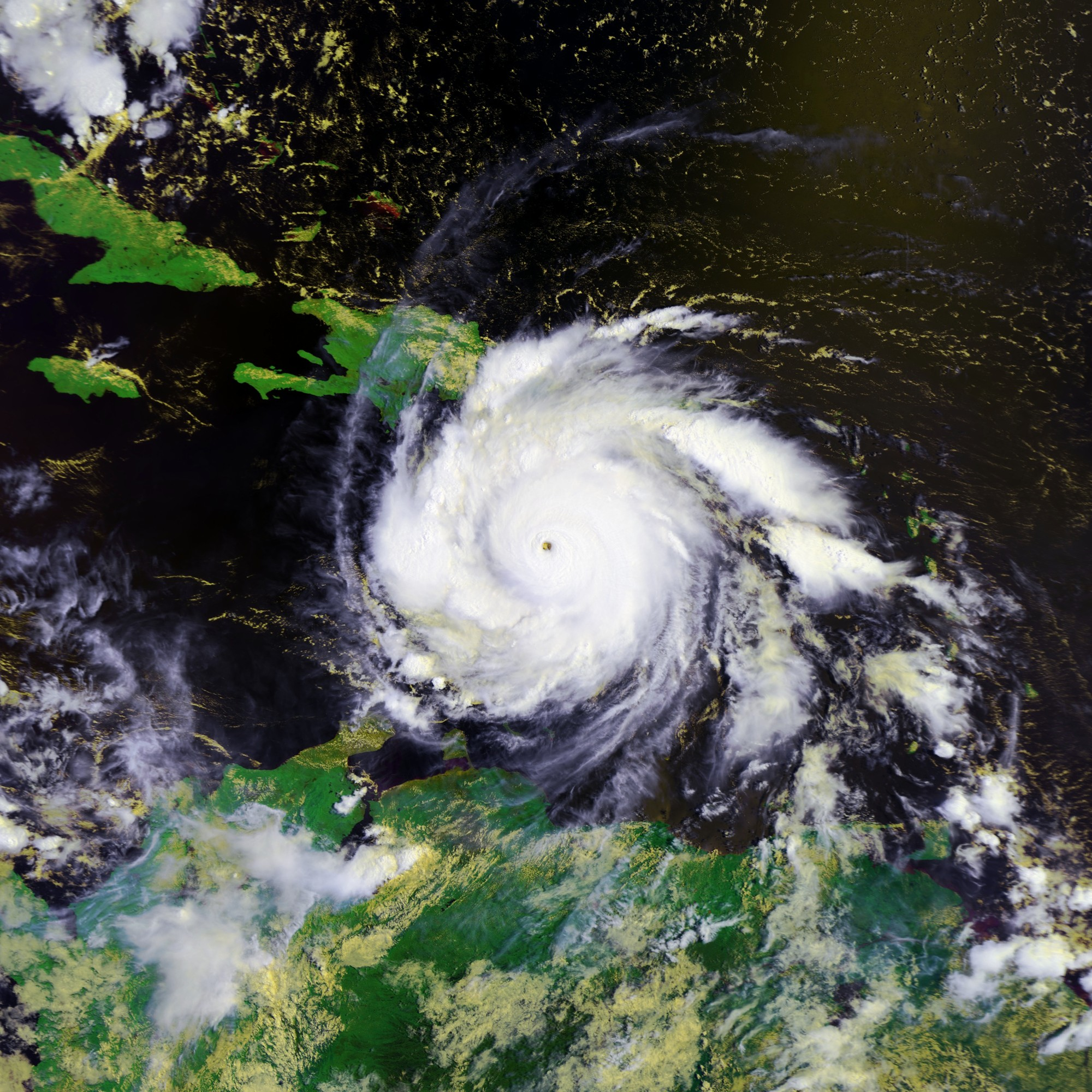
El Huracán Dean al sur de Puerto Rico y la República Dominicana el 18 de agosto.

### Puerto Rico
El huracán no llegó a impactar directamente a Puerto Rico, sin embargo su paso al sur de su territorio en la noche de 17 de agosto de 2007 y el 18 de agosto de 2007, provocó numerosos cierres de carreteras y evacuaciones de población localizada en zonas de riesgo. Pero no llegaron a producirse fatalidades ni daños materiales mayores.

### República Dominicana
República Dominicana recibió a partir de la tarde del 18 de agosto los embates de las bandas externas del Huracán Dean con fuerza de tormenta tropical, principalmente en el extremo suroeste del país, afectando a comunidades como Punta Cana, destruyó parcialmente, el malecón de Santo Domingo. en República Dominicana el huracán cobró su cuarta víctima mortal, un joven de origen haitiano de 16 años que fue arrastrado por las aguas del mar Caribe. Además se reportaron preliminarmente al menos cinco heridos, decenas de casas destruidas y daños menores.

### Haití
Según los primeros datos del paso de huracán por Haití, este habría dejado tres muertos, además de daños agrícolas y la infraestructura.

### Jamaica
Jamaica experimentó la tarde el 19 de agosto el mayor impacto de la tormenta, aunque se desvió hacia el sur y eso causó que el ojo no pasara por sobre la isla sino rozando la costa sur, esto no impidió que en Kingston se registraran vientos de 230 km/h la mayor parte de la población permaneció en sus casas, temerosa de posibles saqueos.
Tras el paso del huracán, el gobernador general Kenneth Hall emitió una declaratoria de estado de emergencia en todo el país por el plazo de un mes para responder a los daños que habría causado el huracán, los vientos habrían arrancado techos de casas y derribado cientos de árboles.

### México

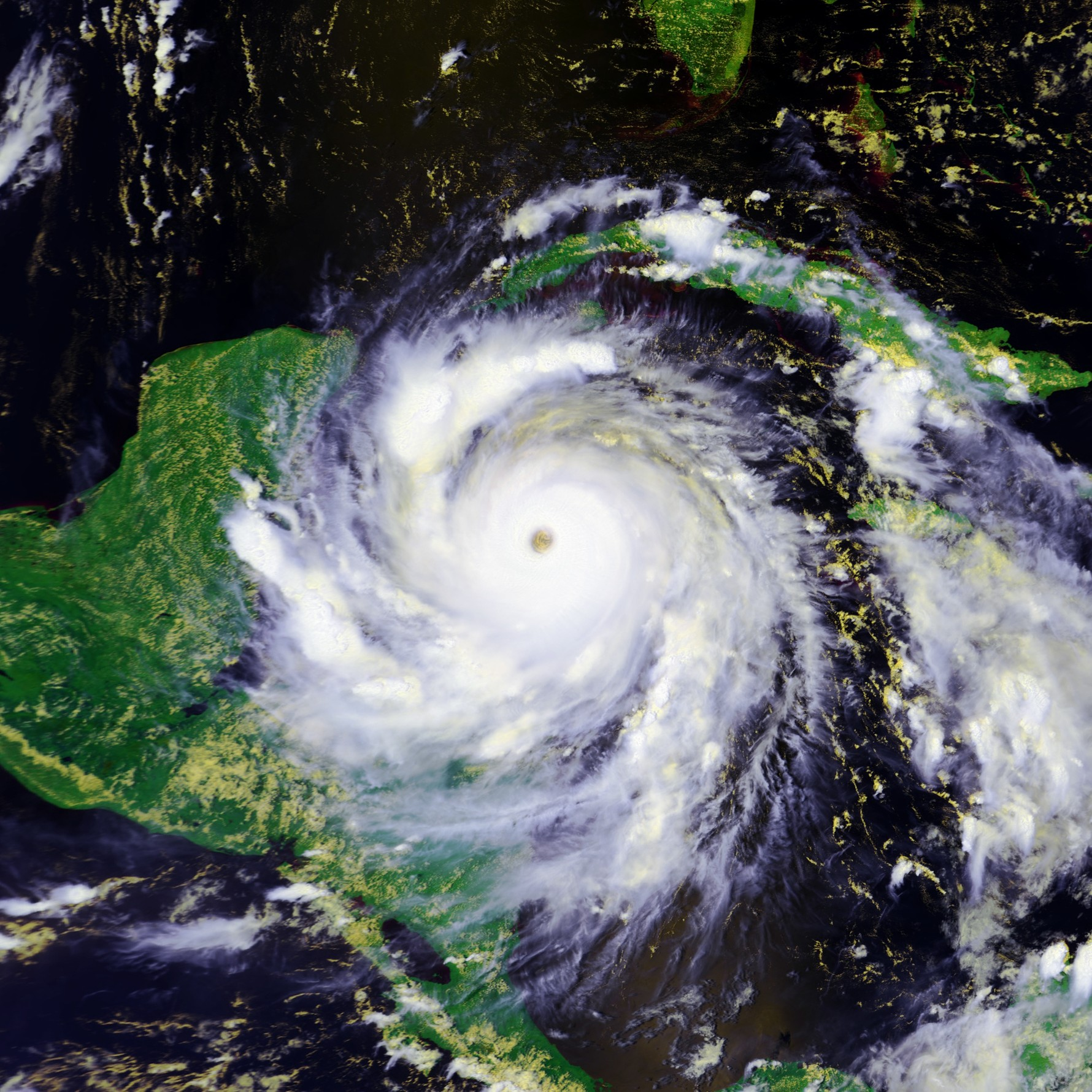
El Huracán Dean acercándose a la península de Yucatán el 20 de agosto de 2007.

Aproximadamente a las 3:30 Tiempo del Centro el huracán Dean tocó tierra en las inmediaciones de Mahahual, registrando vientos de hasta 280 km/h, La mayor ciudad cercana al punto de impacto, Chetumal, permaneció sin servicio eléctrico por varias horas. El ojo pasó directamente por comunidades como Raudales y la ciudad de Bacalar, las afectaciones en Chetumal fueron el derribo de árboles, postes eléctricos, anuncios publicitarios, bardas y techos, la bahía de Chetumal desbordó inundando las calles aledañas sin reportes de vidas perdidas. Sin embargo, alrededor de 800 personas se quedaron sin casas. Desafortunadamente, la ayuda no llegó a tiempo tras el paso del meteoro.
El huracán, debilitado a categoría 3 continuó moviéndose sobre tierra y entró al estado de Campeche, por el municipio de Hopelchén afectando severamente a todo el estado y a municipios como Calakmul, Hecelchakán, Campeche, Champotón, Escárcega y Carmen estando entre las comunidades más afectadas, Sabancuy. Varias comunidades resultaron severamente afectadas, en Xpujil decenas de casas perdieron sus techos así como cientos de árboles caídos, la ciudad más cercana al ojo del huracán al momento de retornar al mar Champotón resultó severamente dañada con la crecida del río que inundó calles aledañas, en la capital del Estado Campeche las afectaciones fueron la caída de postes, bardas, anuncios publicitarios y árboles así como la destrucción total del techo de la Gasolinera Novia del Mar, Protección Civil recibió varios reportes de personas desesperadas que pedían ayuda en pleno huracán pues cientos de techos volaban por los aires por toda la ciudad, no se informó de muertos pero si de daños graves, los ventanales del Centro de Convenciones Campeche Siglo XXI colapsaron por los fuertes vientos y también se produjo el cierre de un tramo del malecón de la ciudad por la crecida del mar. En municipios del norte del Estado solo se reportaron daños materiales menores a los que se anticipo debido a que el huracán cambio de rumbo y azoto con fuerza el centro y sur del Estado, sin embargo horas después del paso del huracán gran parte del Estado de  Campeche ya tenía energía eléctrica.El huracán salió de nuevo al golfo de México entre Sabancuy y Champotón en el centro del estado de Campeche ya debilitado a categoría 1 y continuó moviéndose de forma paralela a la costa, donde comenzó a afectar a Ciudad del Carmen, donde se reportaron daños graves y la inundación del 60 % de la ciudad. Campeche y sus once municipios fueron decretados Zona de Desastre.
Si bien al salir a las cálidas aguas de la Bahía de Campeche el huracán tomó nuevas fuerzas y ya convertido en categoría 2 tocó tierra en la playa de Tecolutla   al norte del estado de Veracruz la tarde del 22 de agosto a las 13:00. Tras su penetración en este último, continuó su desplazamiento al oeste propiciando una gran zona de inestabilidad y lluvia en los estados de Puebla, Hidalgo, Michoacán, México y Jalisco, para posteriormente internarse en el océano Pacífico y afectar finalmente a Baja California Sur con fuerza de tormenta tropical hasta su disipación.

### Estados Unidos
EE. UU. recibió impactos menores de Dean. Después de tocar tierra en México, los restos de Dean salieron al Pacífico, yendo hacia el norte en dirección a Los Ángeles, pero tocando tierra al oeste en Santa Bárbara el 26 de agosto de 2007, causando además lluvia fuerte en San Diego, y lluvia moderada en el resto del sur de California.

## Retiro del nombre
- El nombre: Dean fue retirado en primavera del 2008, su sustituto fue: Dorian en la temporada 2013.